# Wilhelm von Ypern, 1. Earl of Kent
Wilhelm von Ypern, 1. Earl of Kent (* um 1104; † 24. Januar 1162 oder 1164 in der Abtei Sankt-Peter in Lo) war der uneheliche Sohn von Philipp von Ypern und seiner Geliebten, der Dame von Lo. Dadurch war er ein Enkel von Robert I., Graf von Flandern. Er war Burggraf von Ypern und Lo und wurde 1141 zum Earl of Kent ernannt.
Verheiratet war Wilhelm mit einer Cousine, einer Tochter des Gottfried I. von Löwen und Schwester der Adelheid von Löwen, Königin von England als Ehefrau des Königs Heinrich I.

## Seine Jahre in Flandern

### Die Nachfolge in Flandern 1119
Im Jahr 1119 starb Graf Balduin VII. von Flandern ohne Nachkommen. Unter den Prätendenten für die Nachfolge war Wilhelm als einziger männlicher Nachkomme Roberts I. der Favorit, der von der Mutter Balduins VII., Clementia von Burgund, die auch seine Tante war, sowie von seinem Schwiegervater Gottfried I. von Löwen unterstützt wurde. Allerdings hatte Wilhelm den Makel, unehelich zu sein.
Sein Gegenspieler war Karl von Dänemark, ein Sohn des dänischen Königs Knut IV. und der Adele von Flandern, der 1119 schließlich in Rouliers von den Landständen als Nachfolger anerkannt wurde.
Wilhelm wurde gefangen gesetzt und mit einigen Lehen und etwas Geld ruhiggestellt.

### Die Nachfolge in Flandern 1127/28
Bereits vor dem Tod Karls wollten ihn viele Flamen durch Wilhelm ersetzen. Nach Karls Tod 1127 wurde Wilhelm (erneut) als natürlicher Nachfolger in der Grafschaft angesehen – diesmal widersetzte sich der französische König Ludwig VI., der seinen Schwager Wilhelm Clito durchsetzte, einen Enkel von Mathilde von Flandern, der Ehefrau Wilhelms des Eroberers, und Urenkel von Graf Balduin V.
Nach Wilhelm Clitos Tod 1128 eroberte Dietrich von Elsass, der ein Konkurrent Clitos gewesen war, die Grafschaft. 1133 wurde Wilhelm von Ypern von Dietrich aus Flandern verbannt, da sich Wilhelm gegen Dietrich um den Besitz der Grafschaft verschworen hatte. Sein Besitz wurde beschlagnahmt, die Burggrafschaft von Lo erhielt er jedoch später zurück.

## Seine Jahre in England

### Der Bürgerkrieg
Nach seiner Verbannung emigrierte Wilhelm nach England und wurde 1135 im Dienst des englischen Königs Stephan Kapitän der Söldner, die er weitgehend in Flandern rekrutierte. Während des Bürgerkriegs zwischen Stephan und der Matilda war er einer der fähigsten Militärführer an Stephans Seite und wurde daher sein Vertrauter und Freund. Er nahm an den Feldzügen in der Normandie teil, an der Schlacht von Lincoln (1141), bei der seine Truppen in die Flucht geschlagen und Stephan gefangen genommen wurde.
Bei der Schlacht von Winchester war Wilhelm der Oberbefehlshaber auf Stephans Seite. Er befehligte die königlichen Truppen und schlug die Truppen Matildas in die Flucht. Nach der Schlacht nahm er Robert von Gloucester fest, Matildas Oberbefehlshaber. Stephan wurde daraufhin gegen Robert ausgetauscht.

### Earl of Kent
Wilhelm von Ypern wurde 1141 von Stephan für seine Verdienste mit dem Titel eines Earl of Kent belohnt. Allerdings wurde ihm der Titel 1155 von Stephans Nachfolger Heinrich II. wieder abgenommen.

### Letzte Jahre
Wilhelm von Ypern erhielt die Erlaubnis, die Abtei Sainte-Marie in Boxley zu gründen (1146), um seine Herrschaft in Kent zu festigen. Die Abtei wurde mit Mönchen aus Clairvaux besiedelt.
Er zog sich in die Abtei Saint-Pierre in Lo zurück, wo er auch starb.